# Рамшир (шахрестан)
Рамши́р (перс. شهرستان رامشیر‎) — один из 20 шахрестанов (областей) иранской провинции Хузестан.
Административный центр — город Рамшир.
В состав шахрестана входят районы (бахши):
- Меркези (центральный) (بخش مرکزی)
- Мошраге (بخش مشراگه)

Население области на 2006 год составляло 49 238 человек.

## Населённые пункты
| Русское название        | Оригинальное название (фарси) | Население, чел. (2006) |
| ----------------------- | ----------------------------- | ---------------------- |
| Рамшир                  | رامشير                        | 24 782                 |
| Пайджеле-Пенджем-Шукари | پايگاه پنجم شكاري             | 2 896                  |
| Ромейле-йе-Олиа         | رميله عليا                    | 1 191                  |
| Мошраге                 | مشراگه                        | 947                    |